# Federico Guillermo II de Sajonia-Altemburgo
Federico Guillermo II Posthumus de Wettin (Weimar, 12 de febrero de 1603 - Altemburgo, 22 de abril de 1669), noble alemán, fue el duque de Sajonia-Altemburgo de la rama ernestina de la Casa de Wettin. 

## Biografía

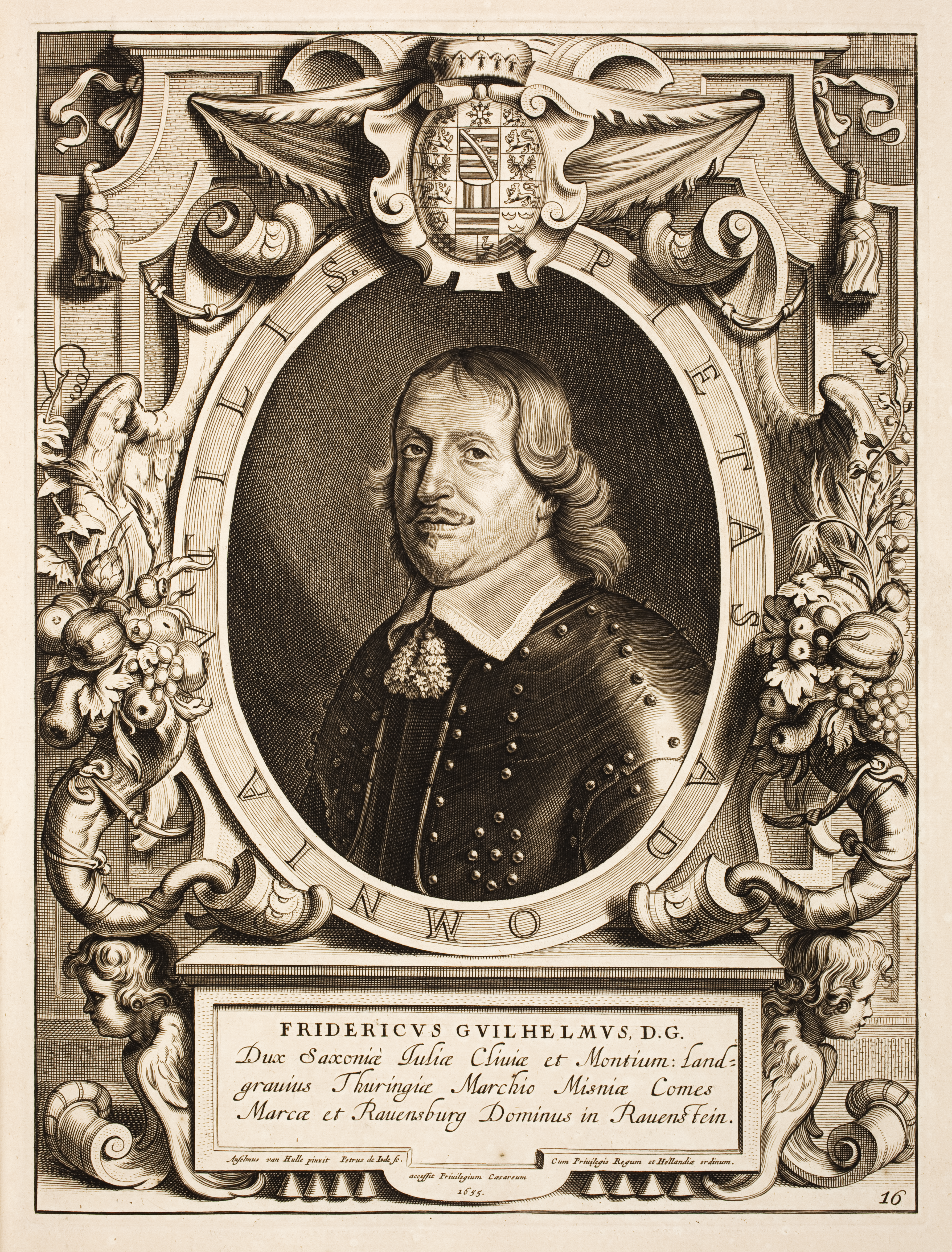
Grabado de Federico Guillermo II

Federico Guillermo era el sexto hijo del segundo matrimonio del duque Federico Guillermo I de Sajonia-Weimar con la condesa palatina Ana María de Wittelsbach, hija primogénita del duque Felipe Luis del Palatinado-Neoburgo y de Ana de Cléveris. Esta última hija del duque Guillermo V el Rico y de la archiduquesa austriaca María de Habsburgo. Nació póstumo, pues su padre murió antes de su nacimiento.
Después de la muerte de su padre, Friedrich Wilhelm heredó junto con sus hermanos Johann Philipp , Friedrich y Johann Wilhelm el Ducado de Sajonia-Altemburgo. La tutela de los príncipes fue dirigida por el Elector de Sajonia y su tío John; Después de su muerte en 1605, el Elector de Sajonia solo. Después de la disputa de sucesión de Jülich-Klevischer , los hermanos habían sido prestados con Jülich, Cleves y Berg, pero solo eran nominalmente duques y lideraban el escudo de armas. En 1612, los hermanos fueron a una educación superior en la Universidad de Leipzig. En el año 1618, el hermano mayor Johann Philipp alcanzó la mayoría de edad y gobernó de manera independiente. Los hermanos dejaron al anciano contra la seguridad de una cosa corporal.inicialmente limitado en el tiempo, en un tratado posterior en 1624 finalmente el gobierno. Friedrich Wilhelm emprendió junto con su hermano Johann Wilhelm su viaje caballeroso a Italia, Inglaterra, Holanda, Francia y Hungría.
Bajo su hermano Juan Guillermo sirvió desde 1631 en los servicios electorales sajones y participó en la batalla de Leipzig . Dos años más tarde se convirtió en coronel y bajo el mando de Hans Georg von Arnim-Boitzenburg General de la caballería y bajo su ausencia comandante en jefe de las tropas electorales sajonas.
En 1639 murieron los tres hermanos mayores de Friedrich Wilhelm. Renunció al servicio militar y se convirtió en duque soberano de Sajonia-Altenburg. Después de la Guerra de los Treinta Años , el país quedó completamente agotado. Friedrich Wilhelm se centró en una política dirigida al bien común. Emitió varias órdenes, invirtió en la iglesia y la educación y trajo la minería en Saalfeld de regreso al trabajo.
Después de la muerte del duque Johann Ernst de Saxe-Eisenach, llegó con la línea Weimar el 13 de febrero de 1640 a una división de sus tierras. Friedrich Wilhelm recibió las oficinas de Coburg , Hildburghausen , Römhild , Sonneberg , Mönchröden , Rodach , Gestungshausen , Neustadt , Schalkau y el monasterio de Sonnefeld . 1660 también adquirió parte del antiguo condado de Henneberg con Meiningen , Themar y Behrungen., Las disputas permanentes con Sajonia-Weimar existieron hasta su muerte.
Federico Guillermo II hizo que 1664 construyera un pabellón de caza en Hummelshain . Un año después, construyó la residencia de una viuda digna con su segunda esposa en Altenburg con el Magdalenenstift .

### Descendencia

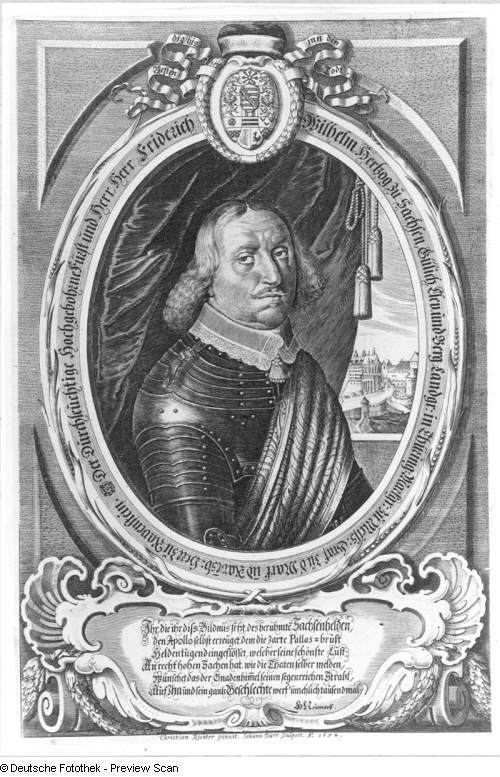
Federico Guillermo II de Sajonia-Altemburgo

El 18 de septiembre de 1638, Federico Guillermo II se casó en Altemburgo con Isabel Sofía de Hohenzollern (1616-1650), hija del administrador protestante de Magdeburgo, Cristián Guillermo de Brandeburgo. El matrimonio se mantuvo sin hijos. 
El 11 de octubre de 1652, se casó por segunda vez con Magdalena Sibila de Sajonia (1617-1668), la hija menor del elector Juan Jorge I de Sajonia y de su segunda esposa Magdalena Sibila de Hohenzollern, hija del duque Alberto Federico de Prusia y de María Leonor de Cléveris. Magdalena Sibila estuvo casada anteriormente con el príncipe heredero danés Cristián. 
De su matrimonio con Magdalena Sibila, tuvieron los siguientes niños: 
- Cristián (1654-1663), príncipe heredero de Sajonia-Altemburgo, muerto joven;
- Juana Magdalena (1656-1686) casada con el duque Juan Adolfo I de Sajonia-Weissenfels (1649-1697);
- Federico Guillermo III (1657-1672), el último representante de la Casa de Sajonia-Altemburgo.

### Gobierno
En 1664 Federico Guillermo II en Hummelshain, mandó a construir un pabellón de caza. Al igual que en 1665 quería Federico Guillermo II para su esposa Magdalena Sibila tomar precauciones y construyó un hermoso sitio, con sede en Altemburgo, el Magdalenenstift. 
Federico Guillermo II fue sucedido por su hijo Federico Guillermo III bajo la regencia del elector Juan Jorge II de Sajonia y del duque Mauricio de Sajonia-Zeitz.